# Metro van Tianjin
De metro van Tianjin (Vereenvoudigd Chinees: 天津地铁, Hanyu pinyin: Tiānjīn Dìtiě) is het voornaamste openbaar vervoer in Tianjin.
Tianjin was de tweede stad in China (na Peking) die een metro kreeg. De metro werd in gebruik genomen in 1984 en heeft anno 2025 elf operationele lijnen met een totale lengte van 326 km en met 233 stations. Er zijn 7 lijnen in aanbouw, 2 verlengingen van bestaande lijnen in aanbouw en meerdere lijnen gepland.

## Geschiedenis
Tianjin is een havenstad. Na de stichting van de Volksrepubliek China in 1949, nam het aantal voertuigen aanzienlijk toe op de wegen, wat leidde tot vervuiling. Men besloot toen om het oude tramnetwerk te sluiten en over te schakelen op een metronetwerk. Door de hoge kosten begon men pas in 1970 aan de bouw van de eerste metrolijn. Het eerste deel had een lengte van 3,6 km spoor met vier stations en werd voltooid in 1976. Het tweede deel werd in 1980 voltooid en had een extra 1,6 km spoor en twee stations. Toen de eerste lijn op 28 december 1984 in gebruik werd genomen, had de eerste lijn 7,4 km aan spoor en acht stations.
Aan het einde van de jaren 1990 vond men dat het metrosysteem nogal verouderd was. In 2000 begon men met de renovatie, modernisering en uitbreiding van het metronetwerk. Lijn 9 werd geopend in maart 2004 en vervolgens tot 2012 herhaaldelijk verlengd. Op 6 december 2006 werd de vernieuwde lijn 1 geopend, de laatste verlenging dateert van 2024. Lijn 2 werd geopend in juli 2012 en in 2014 verlengd, lijn 3 in oktober 2012 en ook reeds in 2013 verlengd.
Lijn 5 zou opgeleverd worden in 2012, maar dit werd uitgesteld naar 2015. De lijn opende uiteindelijk in 2018, met een eerste verlenging in 2019, en nog een in 2021. Ook de oplevering van lijn 6 werd uitgesteld, deze opende in 2016 met verlengingen in 2018 en 2021. Lijn 4 en lijn 8 openden beide in 2021, lijn 10 in 2022 en lijn 11 in 2023. Er zijn nog meerdere lijnen gepland. 
Een verdere verlenging van lijnen 4 en 8 is voorzien, evenals het eerste deel van lijn 7.

## Galerij

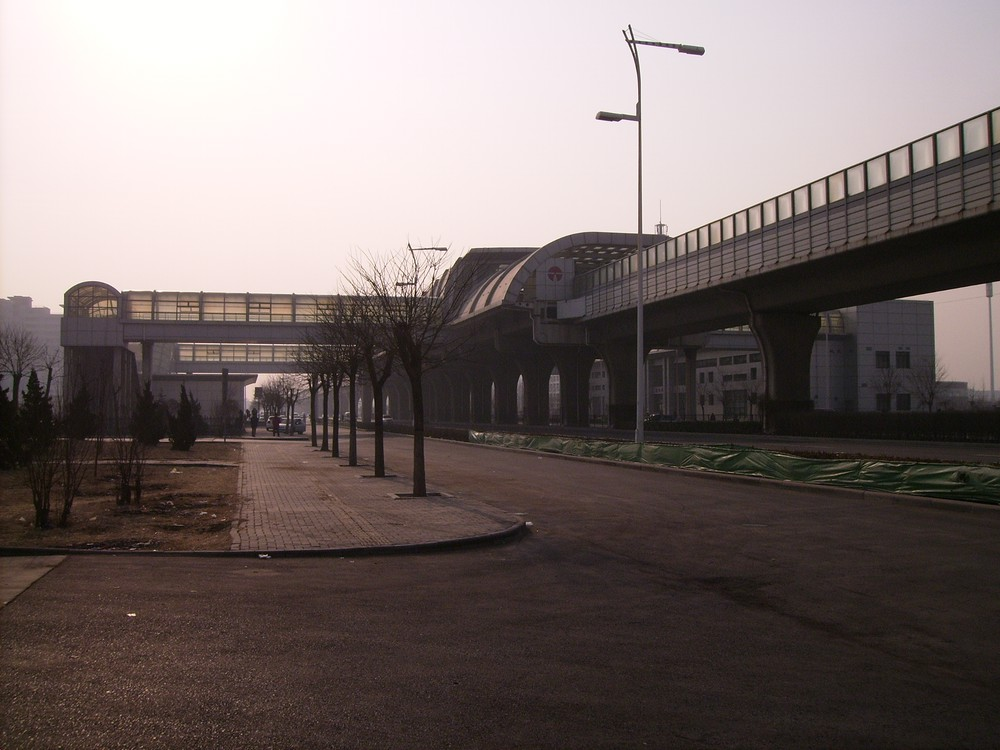
Station Liuyuan
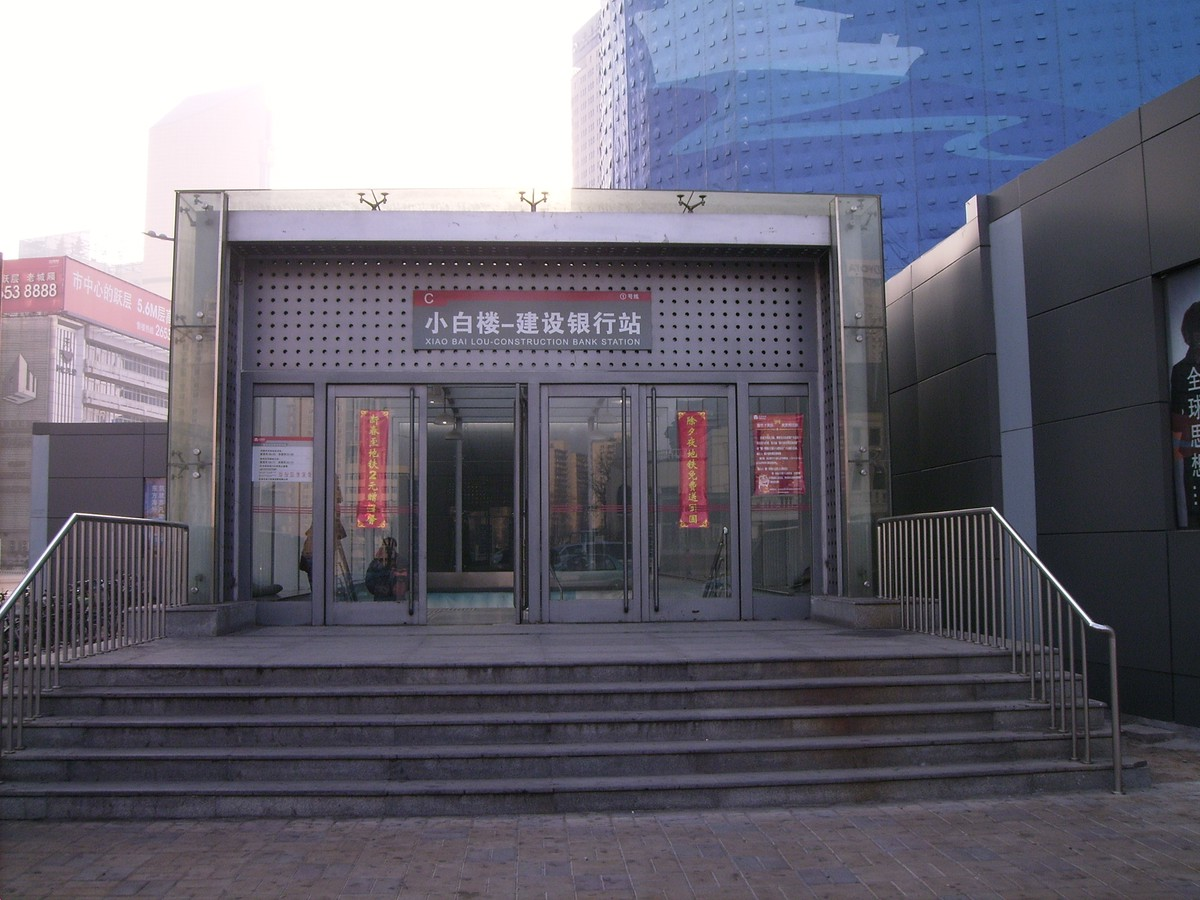
Toegang station Xiaobailou